# Lijst van golfbanen in Noord-Ierland
Deze lijst van golfbanen in Noord-Ierland is een lijst van de golfbanen in Noord-Ierland. De lijst van golfbanen in Ierland staat hier.
18 holes of meer:

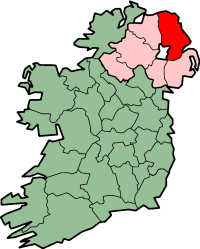
County Antrim

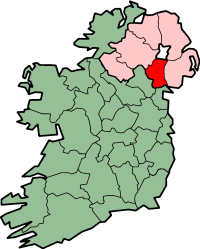
County Armagh

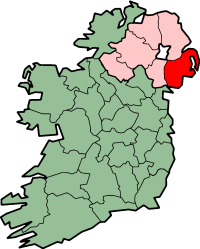
County Down

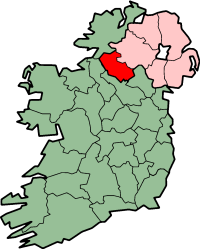
County Fermanagh

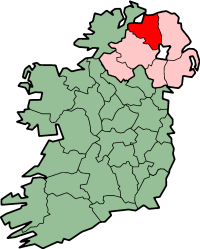
County Londonderry

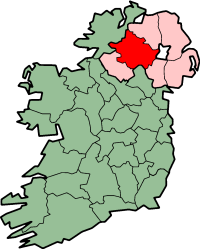
County Tyrone

- Aughnacloy Golf Club, Aughnacloy, Tyrone
- Ballycastle Golf Club, Ballycastle, Antrim
- Ballyclare Golf Club, Ballyclare, Antrim, 27 holes
- Ballymena Golf Club, Ballymena, Antrim
- Ballyreagh Golf Club, Portrush, Antrim, 18+9 holes
- Balmoral Golf Club, Belfast, Antrim
- Banbridge Golf Club, Banbridge, Down, 27 holes
- Bangor Golf Club, Bangor, Down
- Belvoir Park Golf Club, Newtownbreda, Belfast
- Blackwood Golf Centre, Bangor, Down
- Bright Castle Golf Club, Downpatrick
- Bushfoot Golf Club, Portballintrae
- Cairndhu Golf Club, Larne, Antrim
- Carnalea Golf Club, Holywood, Down
- Carreckfergus Golf Club, Carrickfergus, Antrim
- Castle Hume Golf Club, Enniskillin Fermanagh
- Castlereagh Hills Golf Club, Belfast, Antrim
- Castlerock Golf Club, Castlerock
- Clandeboye Golf Club, Newtownards, Down
- Cliftonville Golf Club, Belfast, Antrim, 27 holes
- Cloverhill Golf Club, Mullaghbawn, Armagh
- County Armagh Golf Club, Armagh
- Craigavon Golf and Ski Centre, Lurgan
- Cushendall Golf Club, Cushendall, Antrim
- Donaghadee Golf Club, Donaghadee, Down
- Down Royal Park Golf Club, Lisburn, Antrim, opgericht 1988
- Downpatrick Golf Club, Downpatrick
- Dungannon Golf Club, Dungannon, Tyrone
- Dunmurry Golf Club, Belfast, Antrim
- Edenmore Golfclub, Craigavon, Armagh
- Enniskillen Golf Club, Enniskillin, Fermanagh
- Faughan Valley Golf Club, Eglinton
- Fortwilliam Golf Club, Belfast, Antrim
- Foyle International Golf Centre, Londonderry, 27 holes
- Galgorm Castle Golf Course, Ballymena, Antrim
- Gracehill Golf Club, Ballymoney, Antrim
- Greenacres Golf Centre, Ballyclare, Antrim, 27 holes
- Hilton Templepatrick Golf Club, Templepatrick, Antrim
- Holywood Golf Club, Holywood, Down
- Kilkeel Golf Club, Newry, 27 holes
- Killymoon Golf Club, Cookstown
- Kirkistown Castle, Newtownards, Down
- Knock Golf Club, Belfast, Down
- Larne Golf Club, Islandmagee, Antrim
- Lisburn Golf Club, Lisburn, Antrim
- Loughall Country Park, Loughall, Armagh
- Lurgan Golf Club, Lurgan, 27 holes
- Malone Golf Club, Dunmurry, 27 holes
- Massereeme Golf Club, Antrim
- Mayobridge Golf Club, Newry
- Mount Ober Golf Club, Knockbracken, Belfast
- Moyola Park Golf Club, Castledawson
- Newtownstewart Golf Club, Newtownstewart
- Omagh Golf Club, Omagh
- Ormeau Golf Club, Belfast, Antrim, 27 holes
- Portadown Golf Club, Portadown, Armagh
- Portstewart Golf Club, Portstewart, Londonderry, 54 holes
- Ringfuffeerin Golf Course, Killyleagh
- Rockmount Golf, Carryduff, Down, 27 holes
- Royal Belfast Golf Club, Holywood, Down
- The Royal Co. Down Golf Club, Newcastle, Down, 36 holes
- Royal Portrush Golf Club, Portrush, Antrim
- Scrabo Golf Club, Newtownards, Down
- Shandon Park Golf Club, Belfast, Antrim
- Spa Golf Club, Ballynahinch, Down
- Strabane Golf Club, Strabane, Tyrone, opgericht 1909
- Tandragee Golf Club, Tandragee, Armagh
- Temple Golf and Country Club, Lisburn, Antrim, 27 holes
- Warrenpoint Golf Club, Warrenpoint, Down
- Whitehead Golf Club, Whitehead, Antrim

Minder dan 18 holes:
- Ballyearl Golf Club, Newtownabbey
- Benburb Valley Golf Centre, Dungannon, Tyrone, opgericht 1997
- Bentra Municipal Golf Course, Whitehead, Antrim
- Brown Trout Golf Club, Coleraine
- Carnfunnock Country Park, Larne, Antrim
- City of Belfast Golf Course, Newtownabbey
- City of Derry Golf Club, Londonderry
- Colin Valley Golf Centre, Belfast, Antrim
- Fintona Golf Club, Fintona, Tyrone
- Foyle International Golf Cemtre, Derry
- Greenisland Golf Club, Carrickfergus, Antrim
- Helen's Bay Golf Club, Helen's Bay (Bangor)
- Kilrea Golf Club, Coleraine
- Lisnarick Golf Club, Lisnarick, Fermanagh
- Mahee Island Golf Club, Comber
- Manor Golf Club, Kilrea, Londonderry
- Park Golf Club, Park Village, 9 korte holes
- Ronan Valley Golf Club, Londonderry
- Traad Ponds Golf Club, Magherafelt, Londonderry